# Allonby
Allonby est un village et une paroisse civile de Cumbria, situé dans le nord-ouest de l'Angleterre. 